# Aboul Gharaniq
Vous pouvez aider à l'améliorer ou bien discuter des problèmes sur sa page de discussion.
- Certaines informations devraient être mieux reliées aux sources mentionnées dans la bibliographie ou les liens externes. Améliorez sa vérifiabilité en les associant par des références. (Marqué depuis février 2025)
- Son texte doit être wikifié : il ne correspond pas à la mise en forme Wikipédia (style, typographie, liens internes, liens entre les wikis, etc.). (Marqué depuis février 2025)
- Les conventions bibliographiques ne sont pas respectées. La bibliographie et les liens externes sont à corriger. (Marqué depuis février 2025)
- Il n’est pas rédigé dans un style encyclopédique. (Marqué depuis février 2025)
- La traduction doit être revue. Le contenu est difficilement compréhensible à cause d’erreurs de traduction, peut-être dues à l’utilisation d’un logiciel de traduction automatique. (Marqué depuis février 2025)

Abu 'l-Gharaniq Muhammad II ibn Ahmad ( arabe : أبو الغراريق محمد الثاني بن أحمد ) (mort en 875) était le huitième émir d' Ifriqiya de 864 à 875.

## Biographie
Il succède à son oncle Ziyadat Allah II (863-864), héritant de ses prédécesseurs un État stable et prospère. Esthète amateur de vin et de chasse, il se sent capable de se livrer à l'extravagance et aux fastes. Son règne est marqué par la conquête de Malte , le siège de Salerne et des incursions incessantes en Italie continentale, obligeant le pape Jean VIII à payer un tribut.
Vers la fin de son règne, une caravane de pèlerins venus de La Mecque introduisit la peste en Ifriqiya. La famine qui s'ensuivit entraîna un dépeuplement sévère et l'affaiblissement de l'émirat.
Le 20 juillet 875, le calife abbasside al-Mu'tamid organisa officiellement la gouvernance de l'État et sa succession : Ja'far , nommé al-Mufawwid ila-llah , fut nommé héritier présomptif et se vit attribuer la moitié occidentale du califat, tandis que le frère d'al-Mu'tamid, Abu Ahmad, connu sous le nom d' al-Muwaffaq , reçut les provinces orientales et fut nommé second héritier, sauf dans le cas où le calife mourut alors qu'al-Mufawwid était encore mineur. Al-Mufawwid était donc nominalement responsable de l'Ifriqiya , de l'Égypte , de la Syrie , de la Jazira et de Mossoul , de l'Arménie , de Mihrajanqadhaq et de Hulwan , avec Musa ibn Bugha comme adjoint. Néanmoins, c'est al-Muwaffaq (son oncle) qui détenait le pouvoir réel dans l'État.
Mahomet fut remplacé par son frère Abu Ishaq Ibrahim II (875-902).

## Sources
- Kennedy, Hugh N. (1993). "al-Muʿtamid ʿAla 'llāh" . À Bosworth, CE ; de Donzel, E. ; Heinrichs, W. P. et Pellat, Ch. (éd.). L'Encyclopédie de l'Islam, deuxième édition . Tome VII : Mif-Naz . Leyde : EJ Brill. pp. 765–766 .  (ISBN 978-90-04-09419-2).
- Waines, David, éd. (1992). L'histoire d'al-Ṭabarī, volume XXXVI : la révolte des Zanj, 869-879 après J.-C./255-265 après J.-C. . Série SUNY sur les études du Proche-Orient. Albany, New York : State University of New York Press.  (ISBN 978-0-7914-0763-9).

- (en) Cet article est partiellement ou en totalité issu de l’article de Wikipédia en anglais intitulé « Muhammad II of Ifriqiya » (voir la liste des auteurs).